# شهرستان بیجار
شهرستان بیجار یکی از شهرستان‌های استان کردستان با مرکزیت شهر بیجار است. این شهرستان در شرق استان کردستان قرار گرفته است. از سمت غرب با شهرستان دیواندره و از جنوب‌غربی با شهرستان سنندج همسایه است، از جنوب با شهرستان‌های قروه و دهگلان، از سمت شمال و شرق با استان زنجان و از شمال‌غرب با استان آذربایجان غربی شهرستان تکاب و از جنوب‌شرقی با استان همدان همسایه است.

## افراد سرشناس
شخصیت‌های مشهور این شهرستان:
علیرضا عظیمیان
فاضل‌خان گروسی
امیر نظام گروسی
امیرمعزز گروسی
عبدالحسین سالارالملک گروسی
آمینه اقدس
عبدالله رمضان‌زاده
کامران نجات‌اللهی
احمد رمضان‌زاده
علی‌رضا خان گروسی
غلامعلی بایندر
دکتر هادی فرجوند
محمودشهریاری
فرهاد اصلانی
سعیدآقاخانی
بیت الله عباسپور
احسان دریادل

## جمعیت
جمعیت این شهرستان طبق سرشماری عمومی نفوس و مسکن سال ۱۳۹۵، برابر با ۸۹٫۱۶۲ بوده است.

## تقسیمات کشوری شهرستان بیجار
| بخش       | دهستان                                                                            | شهر              |
| --------- | --------------------------------------------------------------------------------- | ---------------- |
| مرکزی     | دهستان حومه (بیجار) دهستان خورخوره دهستان سیلتان دهستان نجف‌آباد دهستان سیاه منصور | بیجار توپ‌آغاج    |
| چنگ الماس | دهستان بابارشانی دهستان پیرتاج دهستان خسروآباد                                    | بابارشانی پیرتاج |
| کرانی     | دهستان طغامین دهستان کرانی دهستان گرگین                                           | یاسوکند          |

## جغرافیای طبیعی و انسانی
بیجار منطقه‌ای است کوهستانی در پایان سلسله کوه‌های غربی ایران و یک سوم زمین‌های آن تقریباً کوهستانی است. نوع زمین و ساختمان آن مرکب از سنگ‌هایی رسوبی مخصوصاً ترکیبات رسی و آهکی و شنی در هم آمیخته می‌باشد که پیوسته به دگرگونی‌های دوران سوم زمین‌شناسی است.
این شهر در طول ۴۷ درجه و ۳۶ دقیقه شرقی گرینویچ و عرض شمالی ۳۵ دجه و ۵۲ دقیقه استوا واقع شده است. ارتفاع بیجار از سطح دریا ۱٬۹۴۰ متر می‌باشد، شهر بیجار ۷۷۰ متر از تهران و ۴۲۵ متر از سنندج بلندتر است. بیجار دارای آب و هوای سرد و خشک است.

### کوه‌های بیجار
بیجار منطقه‌ای است کوهستانی در پیان سلسله کوه‌های غربی ایران و یک سوم زمین‌های آن تقریباً کوهستانی است. نوع زمین و ساختمان آن مرکب از سنگ‌هایی رسوبی مخصوصاً ترکیبات رسی و آهکی و شنی مخلوط می‌باشد که مروبط به دگرگونی‌های دوران سوم زمین‌شناسی است.
کوه‌های شمالی بیجار بیشتر خاکی است و از شمال غرب به جنوب شرق کشیده شده‌اند و خط الراس آن حد طبیعی بین شهرستان بیجار با شهرستان‌های تکاب و ماه‌نشان می‌باشد. بلندترین قلل این رشته کوه‌ها عبارتنداز امامزاده ایوب انصار، زرنیخ، و شاه نشین.
کوه‌های جنوب بیجار خط الراس آن‌ها حد طبیعی بین شهرستان بیجار و شهرستان قروه می‌باشد؛ و بلندترین قله آن زیره با ارتفاع ۲۶۴۲ متر است.
کوه‌های مرکزی بیجار تقریباً موازی با کوه‌های شمالی کشیده شده است و از نزدیکی شهر بیجار و پیرتاج گذشته و به کوه‌های فرقان متصل می‌گردد. بلندترین قلل آن شامل سرقیصه، نقاره کوت، پنجه علی، تماشا، حمزه عرب و چنگ الماس می‌شود.
شهرستان بیجار با مساحت ۴۳۵۰ کیلومترمربع بزرگ‌ترین شهرستان استان کردستان می‌باشد.
شهرستان بیجار از غرب با شهرستان‌های دیواندره و سنندج، از جنوب با شهرستان قروه، از شمال شرقی با استان زنجان، از شمال غربی با استان آذربایجان غربی و از شرق با استان همدان همسایه است.
بیجار منطقه‌ای کوهستانی است با آب و هوایی سرد و خشک است.

### منطقه حفاظت‌شده بیجار
این منطقه مهم‌ترین زیستگاه طبیعی استان است که با وسعتی معادل ۲۳۰۰۰ هکتار در شمال شرقی استان قرار گرفته است.

### رودخانه‌ها و منابع آب شهرستان بیجار

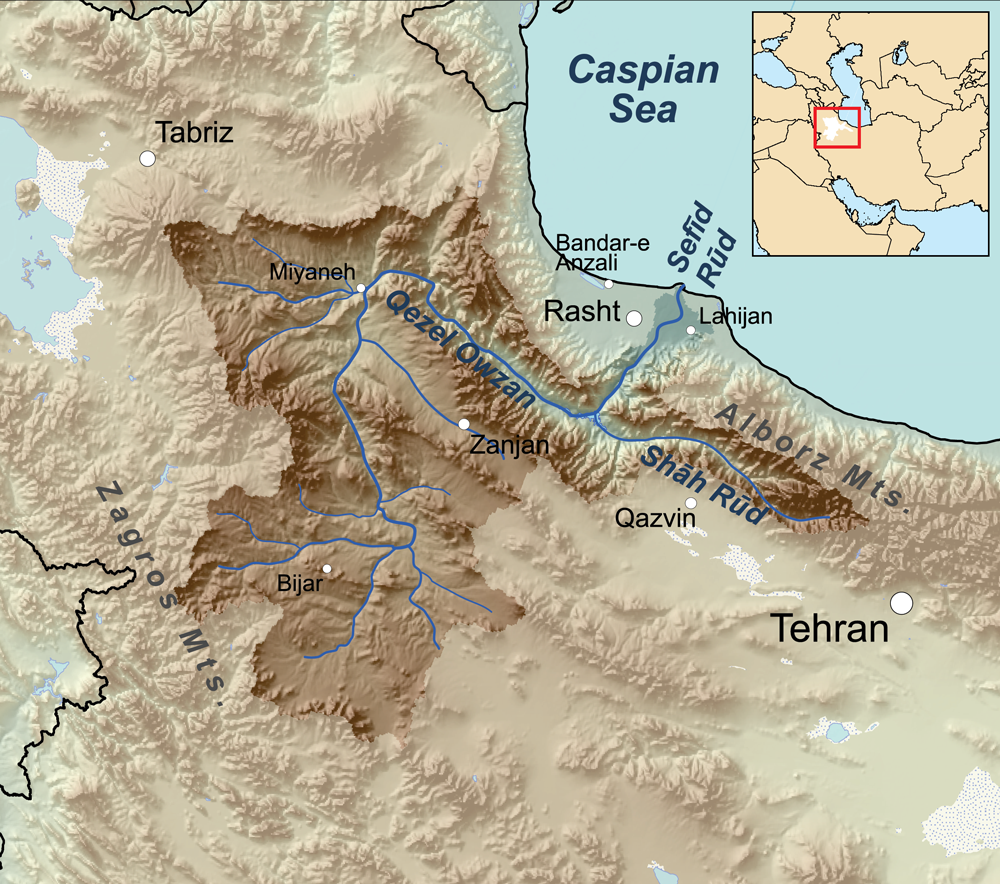
مسیر رودخانه قزل اوزن

| نام رودخانه     | محل سرچشمه                    | محل ریزشگاه                                       |
| --------------- | ----------------------------- | ------------------------------------------------- |
| قمچقا           | کوه‌های چیچکلو                 | رودخانه قزل اوزن                                  |
| قزل اوزن        | کوه‌های سارال و چهل‌چشمه        | دریای خزر                                         |
| رودخانه کولازان | کوه‌های سراب شهرک              | رودخانه قزل اوزن                                  |
| اوزن دره        | کوه‌های سلطان‌آباد و شیرکش علیا | رودخانه تلوار                                     |
| چم              | کوه‌های مبارک بالا و صیدان     | به رودخانه شور ملحق شده و نهایتاً به تلوار می‌ریزد. |

### سد گلبلاغ
سد خاکی گلبلاغ در ۱۵ کیلومتری محور بیجار - قروه بر روی رودخانه اوزن دره احداث شده که با حجم مخزن ۸ میلیون متر مکعبی ظرفیت آبیاری حداقل ۸۰۰ هکتار از اراضی پایاب سد را دارد.

### آب وهوا
این منطقه دارای آب و هوایی نیمه خشک است. به علت ارتفاع زیاد منطقه نسبت به سایر مناطق استان، اختلاف درجه حرارت سردترین روز سال با گرم‌ترین روز سال به ۷۹ درجه سانتی گراد می‌رسد. حداقل دما در منطقه مربوط به بهمن ماه با ۳۸ درجه سانتی گراد زیر صفر و حداکثر آن مربوط به ماه‌های تیر و مرداد با ۴۱ درجه سانتی گراد بالای صفر بوده است.
متوسط بارش سالیانه منطقه ۹/۴۳۹ میلی‌متر است.
طول مدت ماه‌های خشک منطقه به ۴ ماه می‌رسد و تعداد روزهای یخبندان منطقه ۱۰۷ روز می‌باشد.

## مردم‌شناسی

### جمعیت
طبق سرشماری عمومی نفوس و مسکن سال ۱۳۹۰:
جمعیت شهرستان بیجار برابر با ۹۳٬۷۱۴ نفر، ۴۶۶۱۳ مرد و ۴۷۱۰۱ نفر زن می‌باشد که ۲۶۱۲۷ خانوار را شامل می‌شود
جمعیت نقاط شهری: ۵۲٬۲۸۳ نفر، ۲۶۰۲۳ مرد و ۲۶۲۶۰ زن، ۱۴۹۷۰ خانوار می‌باشد.
جمعیت نقاط روستایی: ۴۱۴۳۱ نفر، ۲۰۵۹۰ مرد و ۲۰۸۴۱ زن، ۱۱۱۵۷ خانوار می‌باشد.

### زبان
بیشینه مردم بیجار به زبان کردی و با لهجه گروسی که مابین لهجه اردلانی و کلهری است تکلم سخن می‌گویند.[۵] همچنین مردم آذری نیز در شهرهای پیرتاج، یاسوکند، توپ آغاج و ۱۳۵ روستای شهرستان ساکن بوده و به علاوه اقلیت قابل توجهی از شهر بیجار را نیز تشکیل می‌دهند که زبان ترکی آذربایجانی و لهجه‌ای نزدیک به زنجان تکلم می‌کنند.

### دین و مذهب
بیشتر مردم شهرستان بیجار مسلمان هستند و پیرو مذاهب تشیع و تسنن می‌باشند. در چند دهه گذشته یهودیان نیز در شهر زندگی می‌کردند که مهاجرت کرده‌اند.

### آیین‌های سنتی
- دیدن روباه را به فال نیک می‌گرفتند
- پشت سر مسافر آب می‌پاشند
- برگزاری باشکوه مراسم چهارشنبه سوری
- مردم منطقه مراسم عید باستانی و ملی نوروز را هم باشکوه برگزار می‌کنند.
- یکی از مراسم نوروز شال گردش نام دارد که رسمی پرطرفدار است. در این رسم جوانان به پشت بام‌ها رفته و با آویختن شال گردن خود یا پارچه‌ای دراز از صاحب خانه عیدی طلب می‌کنند. صاحبخانه نیز آجیل، شیرینی، تخم مرغ پخته، پول و شکلات را داخل شال گره زده و با گفتن این عبارت «خدا مرادت را بدهد» شال را رها می‌کند.[۸]
- در شب یلدا برای نو عروس‌ها عیدی می‌برند.

### غذاها و خوراک‌های محلی
- ترشی هفت بیجار
- خوراک گوشت برَخیله
- آش تُرش
- رب انگور
- حلوای پُرشِکَه و گژنیز
- خورش گیلاخه
- خورش کنگر
- خورش خَلال با گوشت چرخ شده
- کوکوسبزی با نوعی تره (ترگ خانه گان)، (ترهٔ خان‌ها)
- قیماغ
- شَلَم (آش شلغم)
- خوراک غازیاغی (نوعی تَره)
- آشدو (آش دوغ)
- آش پُرشکَه
- کالویج (کله جوش)
- سوپ غازیاغی (قازیاغَه)
- حلوا سوهانی
- شیرینی شیرمال سنتی بیجار
- بِرساق یا ایردک ونزیک (نان روغنی)[۹]

### بازی‌های محلی بیجار
- توپان قار
  - زوران
- قاپان
- قاچان یا قمچان
- گشتیلان
- جورابیه‌ن
- هفت سنگ

## صنایع

### کارخانه‌ها و معادن بیجار
- شرکت سیمان کردستان (بیجار)
- شرکت گچ کردستان
- شرکت گچ شور سو
- معدن آهن شهرک
- معدن آهک قمشلو
- معدن گچ قره بگ
- معدن نمک میدان
- معدن مرمر گراچقا، باشوکی، نوبهار، قشلاق لو
- معدن سنگ تراورتن حسین‌آباد کمر زرد
- کارخانه آسفالت[۱۰]

### شرکت سیمان کردستان (بیجار)
بزرگ‌ترین واحد صنعتی استان کردستان در شمال غربی شهر بیجار واقع شده است. در سال ۱۳۶۸ مقدمات اجرای کارخانه سیمان کردستان شکل گرفت و در سال ۱۳۶۹ عملاً مقدمات اجرایی فراهم گردید و کارخانه سیمان کردستان در سال ۱۳۷۵ به‌بهره‌برداری رسید و در حال حاضر با ظرفیت تولید ۳۲۰۰ تن کلینکر در روز به فعالیت خود ادامه می‌دهد.

### سیلو و انبارهای گندم
شهرستان بیجار به دلیل تولید فراوان گندم به انبار غله باختر معروف است.
سیلو و انبارهای گندم شهر بیجار علاوه بر ذخیره محصولات شهرستان بیجار محل ذخیره گندم دیگر نقاط استان نیز می‌باشد.

## صنایع دستی

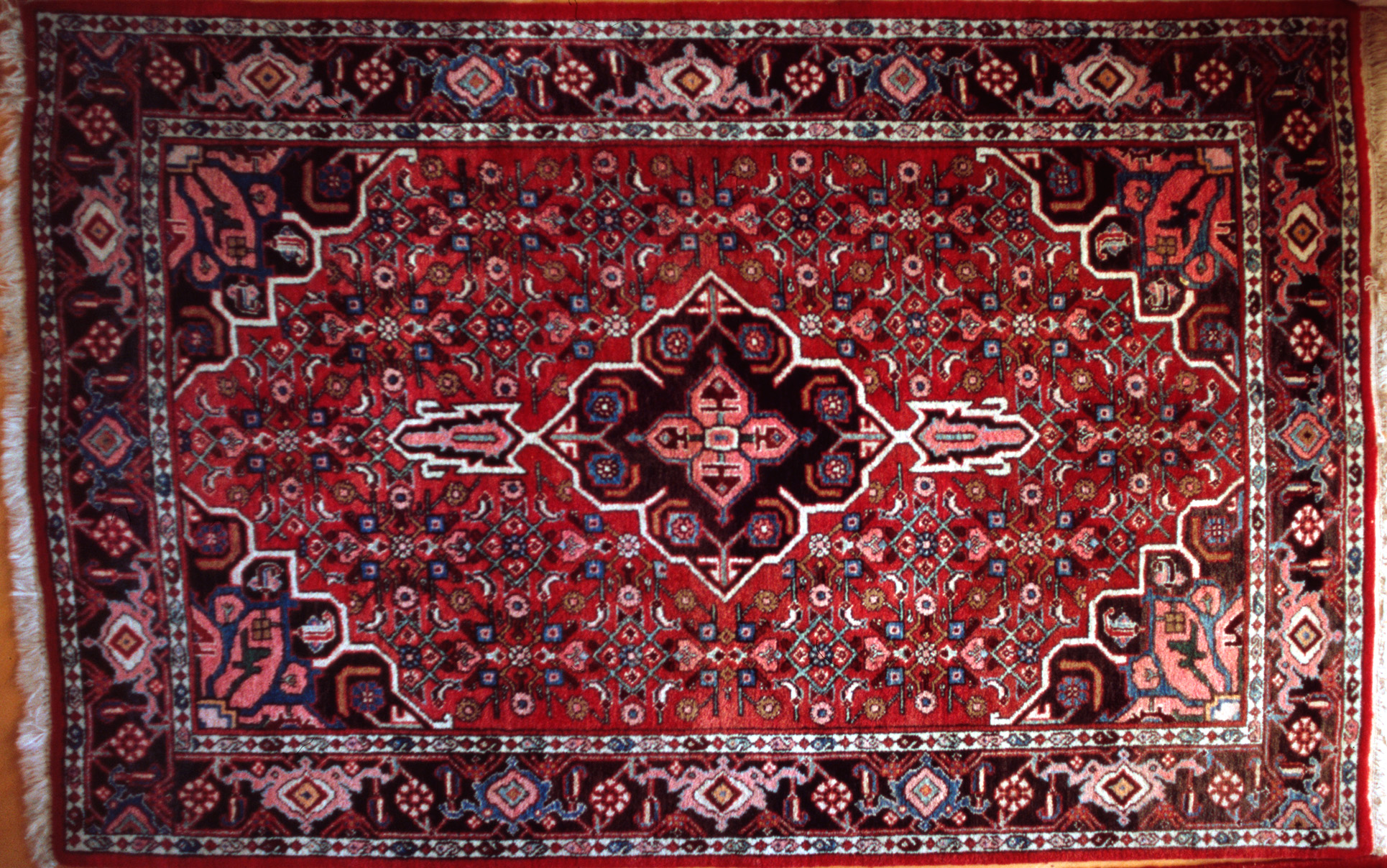
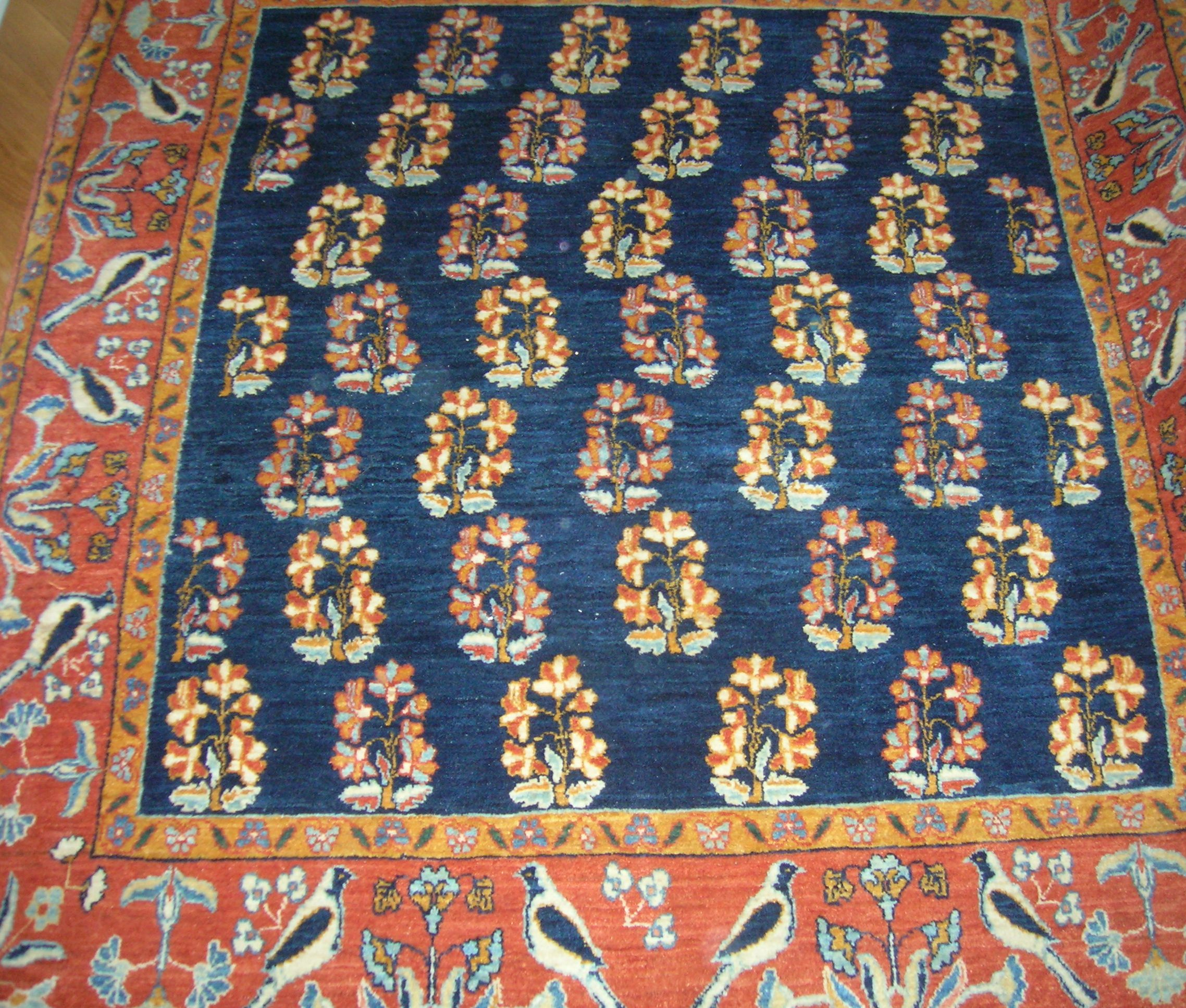
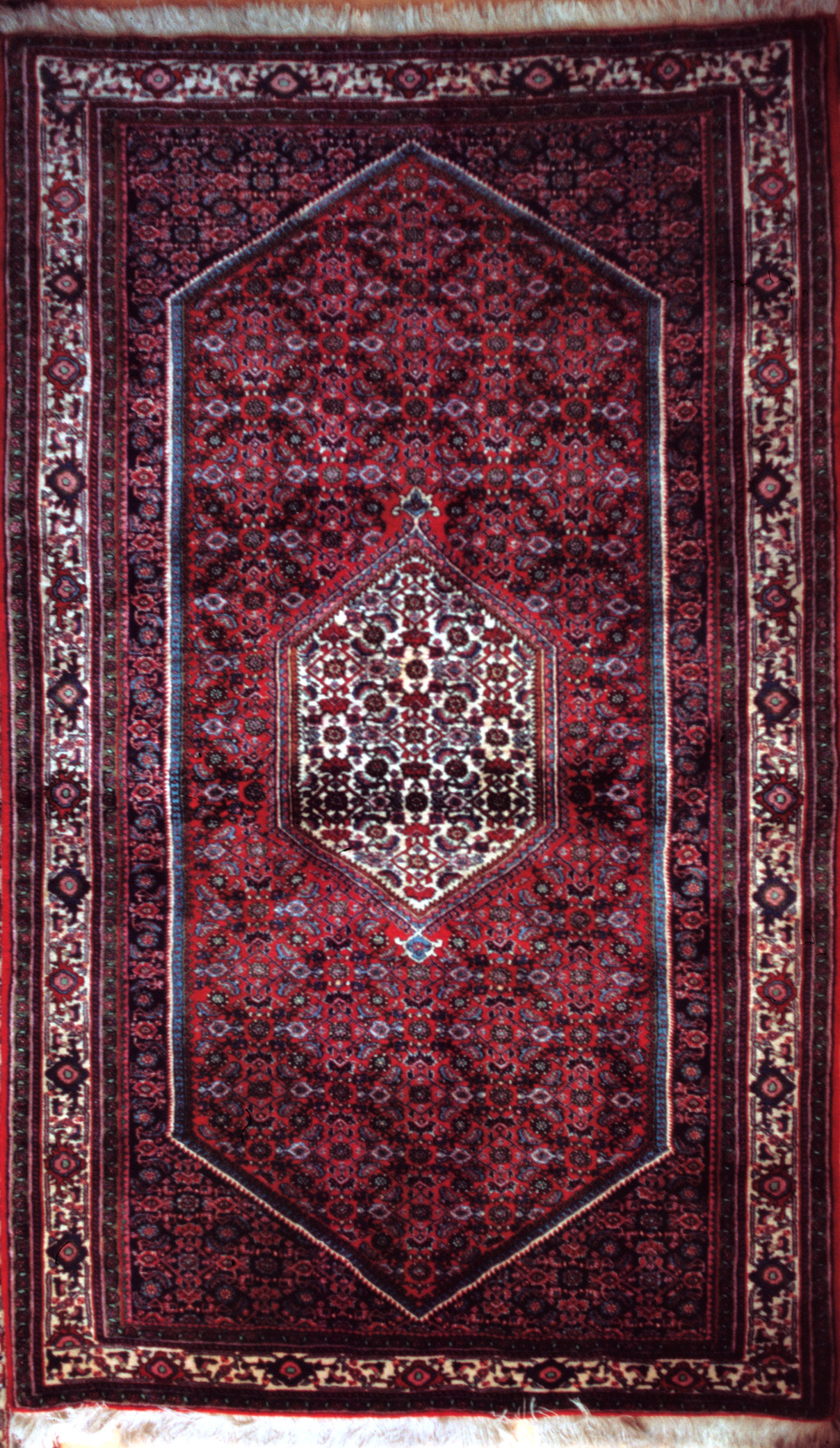

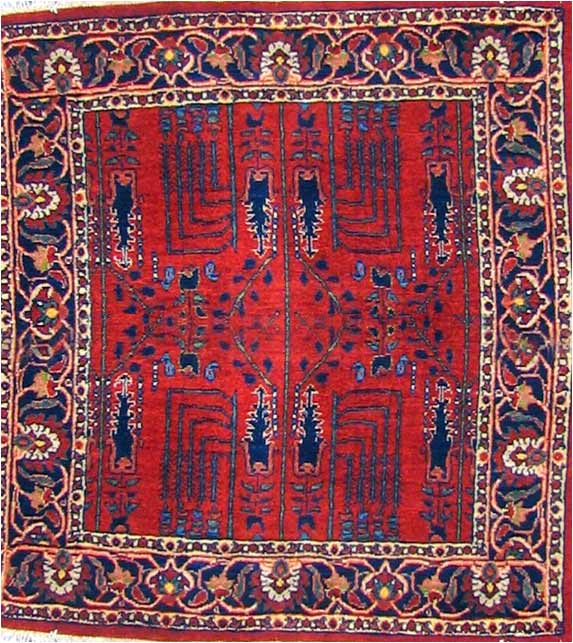
قالی بیجار

قالی، قالیچه، گلیم، جاجیم و … از برجسته‌ترین صنایع دستی منطقه بیجار محسوب می‌شوند.

### قالی بیجار
بیجار به عنوان یکی از متقدمین صنعت فرش بافی در ایران به حساب می‌آید، مناطق قالی بافی در گذشته و حال شامل شهر بیجار و روستاهای اطرافش است.
تعداد زیادی از قالی‌های قدیمی‌کردستان که هم‌اینک در موزه‌های بزرگ فرش در داخل و خارج کشور نگهداری می‌گردند از قالی‌های بافت بیجار هستند. قالیبافی در این شهر دارای سابقه دیرینه‌ای است و قدمت بافت قالی‌های تاریخ دار بیجار (موجود در خارج از کشور) به سال ۱۲۶۶ ه‍.ق) بازمی‌گردد.
ویژگی شاخص قالی بیجار، ساختار متراکم این قالی هاست. بافت آن‌ها به گونه‌ایست که نمی‌توان آن‌ها را تا کرد. در مراحل اولیه تجارت فرش، این‌گونه فرش‌ها را «لول» می‌نامیدند. این کلمه بیانگر استحکام بیش از حد فرش‌های بیجار است. برای تولید این فرش که مانند تخته محکم است، یک پود بسیار ضخیم را علاوه بر یکی دو پود نازک، وارد بافت فرش می‌کنند. این عمل به صورت متناوب در تار و پود فرش تکرار می‌شود. با کوبیده شدن گره‌ای فرش توسط شانه آهنی، بافت فرش بسیار محکم‌تر می‌شود. نقش فرش‌های این منطقه بیشتر شامل طرح‌های منظم است و به نسبت نوع روستایی آن، دارای خطوط ملایم‌تر و نقش مایه‌هایی طبیعی‌تری است. در این طرح‌ها، نقوش کلاسیک ایرانی بزرگ شده و در کنار نقش‌هایی که تحت تأثیر مدل‌های روستایی و قبیله‌ای است، دیده می‌شوند. این قالیچه‌ها که از جذابیت و گیرایی خاص برخوردارند، بافتی ظریف دارند و اصالت و سادگی در طرح و رنگ آن‌ها مشهود است.

### طرح‌ها
معروفترین طرح‌های امروزی در منطقه عبارتند از:
شکارگاه مانند شکارگاه ترنج دار – شکارگاه دورنما - طرح‌های تصویری مانند طرح‌های لیلی و مجنون و طرح‌های مینیاتور و داستان‌های اسطوره‌ای -گل فرنگ مانند گل فرنگ مستوفی، گل فرنگ طره دار، گل فرنگ لچک ترنج دار، دسته گل، گل فرنگ و اسلیمی (پیچی)، گل و بلبل و گلدانی، طرح خرچنگی - طرح بندی مانند بندی خاتم شیرازی، بندی گل فرنگ، مینا خانی، دار و- گل مانند ربعی دار و گل، مستوفی دار و گل شاه عباسی مانند شاه عباسی افشان، لچک ترنج دار، کف ساده- اسلیمی مانند اسلیمی گل فرنگ، اسلیمی هندسی یا سرداری، دهن اژدری - درختی مانند درختی بید مجنون، درختی گل و بلبل، درختی دورنما، درختی گلدانی، درختی ترمه- ماهی درهم مانند ماهی بیجار، ماهی سنه، ماهی افشار، ماهی میرک، ماهی زبیده، ماهی حسن تیمور، سگ ماهی، ماهی زنبوری، ماهی ریز- طرح‌های هندسی مانند سمن بر خانم، اسلیمی شکسته، خاتم شیرازی.

### رنگ‌بندی
یکی از مشخصه‌های قالی بیجار یا گروس، رنگ‌های بکار رفته در آن است. تضاد جسورانه بین رنگ‌های به کار رفته، زیبائی این قالیها را دو چندان می‌کند. رنگ‌های ناب و شادی که بافنده کرد برای قالیهایش انتخاب می‌کند. بیانگر طبیعت سرد وحشی و در عین حال رنگارنگ کردستان است در قالی‌های گروس به کار بردن رنگ‌های شاد و تند مانند قرمز و رنگ‌های متمایل به آن به ویژه رنگ‌های: چهره‌ای (یک اصطلاح محلی برای رنگ صورتی پررنگ) و صورتی و پوست پیازی، مشکی، سفید، حنایی و انواع سبزها در زمینه‌های سرمه‌ای و سفید و قرمز زیاد به چشم می‌خورد. بکار بردن رنگ‌های سبز و سفید و پیازی و کاهی بر زمینه لاکی شادابی دیگری بر فرشهای گروس می‌دهد و نقشها را در دید واضح و روشن و برجسته می‌نمایاند. این جسارت را در کاربرد نوعی از رنگ زرد می‌توان دید که خاص بیجار است و حتی در قالیهای کف ساده که متن آن‌ها ساده و خلوت می‌باشد به کار می‌رفته است. در فرشهای بیجار مانند بافته‌های برخی از مناطق غربی ایران گاهی کیفیت دو رنگی (رگه) نیز دیده می‌شود. تعداد رنگ‌ها در قالی بیجار از ۲۷ رنگ تجاوز نمی‌کند و رنگ‌های قرمز و سفید و سرمه‌ای بیش از دیگر رنگ‌ها به کار می‌رود و رنگ‌های تند و تیز آبی نیز به چشم می‌خورد.

## آثار باستانی و تاریخی بیجار گروس
این منطقه دارای بیش از ۶۰ اثر باستانی و تاریخی است که تعدادی از آن‌ها در فهرست آثار ملی به ثبت رسیده ولی بیشتر این آثار از بین رفته است.
بیش از صد تپه باستانی در منطقه بیجار کشف شده است.
- قلعه قمچقای
- پل صلوات‌آباد
- محوطه یاسوکند و امامزاده عقیل
- بنای سنگی اوچ گنبد
- تپه قلعه (چنگیز قلعه)
- آثار سد خاکی جعفرآباد
- قلعه سوخته در پیرتاج
- تپه نجف آباد
- تپه چغا (بیجار)
- تپه قبا سرخ
- تپه سراب گرگین
- مسجد خسروآباد گروس
- قلعه بانو واقع در مرکز شهر
- بازار بیجار
- سرای امیر تومان
- تیمچه حاج شهباز
- زیارتگاه حمزه عرب
- مقبره سید مسیب سید شکر
- مقبره صاحبه خاتون
- زیارتگاه سید میرجعفر در روستای سراب طغامین
- گنبد پیر صالح
- محوطه امامزاده خضر
- قلعه قدیمی
- حمام یاسوکند
- برج آجری اشقون بابا
- چال تپه

### قلعه قمچقای
دژ و قلعه قمچقا (دره شاهان) در فاصله ۶۰ کیلومتری شمال بیجار و یک کیلومتری شمال روستای قم چقا و داخل منطقه حفاظت‌شده بیجار قرار دارد. به نظر کارشناسان قلعه تاریخی قمچقای بیجار دارای کتیبه‌ای با نقش هیروگلیف و به خط هراتیک می‌باشد و جزو قدیمی‌ترین کتیبه‌های نییمه تصویری ایران قلمداد گردیده و کتیبه آن با خط سومریان قابل مقایسه است.
ارتفاع دیواره‌های این قلعه به ۲۰ متر می‌رسد و تنها راه ارتباطی قلعه با خارج، گذرگاه باریکی می‌باشد که ساخته و پرداخته دست صاحب هنری است که یک نفر به دشواری می‌تواند از آن عبور کند.
وسعت قلعه بالغ بر ۵۰۰۰ متر مربع با مخازن متعدد آب است که در سنگ کنده شده و پناهگاه زیرزمینی آن با عمق ۴۱ پله به صورت تونلی از سنگ کنده شده و به زیر قلعه هدایت می‌شود.
از قلعه بزرگ قم چقا در عصر پارت‌ها و ساسانیان نیز استفاده شده که هم‌زمان با محاصره آتشکده آذرگشسب در تخت سلیمان (۱۰۰ کیلومتری شمال همین قلعه) به وسیله هراکیلوس امپراتور روم، موجبات تخریب آن فراهم شده است. این قلعه از نظر قدمت بسیار حائز اهمیت است و در برهه‌های گوناگون مورد استفاده اقوام مختلفی واقع شده است؛ بنابراین قلعه و دژ قم چقا یکی از قلعه‌های با ارزش و تاریخی شناخته شده ایران می‌باشد. بعضی احتمال می‌دهند که جام مارلینگ در آنجا مدفون است.

### بازارها و ساختمان‌های قدیمی
شهر بیجار در گذشته دارای چند بازار مهم بوده که بعضی از آن‌ها هنوز رونق گذشته خود را حفظ کرده‌اند. بازار قدیمی این شهر به نام «بازار بزرگ» مشهور است و دیگر بازارها عبارتند از:
بازار افتخار نظام، قیصریه سالار و قیصریه سید لشکر و بازار امیر تومان که با دو سرا به نام‌های سرای کهنه و سرای تازه در گذشته محل تجارت تاجرهای افغان، تبریزی، همدانی و زنجانی بوده است و اکنون نیز دارای دو تیمچه به نام شهبازخان و تیمچه امیر تومان است که جایگاه دکان‌های بازاریان می‌باشد.

### مجموعه بازار بیجار
مجموعه بازار بیجار مربوط به دوره قاجار است و در بیجار، خیابان شهید اردلان واقع شده و این اثر در تاریخ ۲۷ بهمن ۱۳۷۸ با شمارهٔ ثبت ۲۵۹۱ به‌عنوان یکی از آثار ملی ایران به ثبت رسیده است.
بازار در مرکز شهر بیجار واقع شده است در حقیقت آنچه که ار بافت قدیمی شهر بیجار باقیمانده است، مجموعه بازار آن شامل یک راسته طولانی شمالی –جنوبی و تیمچه‌ای به نام حاج شهباز و سرایی به نام سرای امیر تومان است. اکنون تعداد شانزده باب حجره از بافت معماری قدیم بازار در دو طرف راسته اصلی باقی‌مانده و مابقی حجره‌ها و راسته‌ها دستخوش تغییرات شده است. در پوشش مغازه‌ها از طاق و تویزه استفاده شده است موقعیت جعرافیایی بیجار بر سر راه کردستان و آذربایجان موجب گردیده که این بازار، وسعت گستردگی خاص شکل گرفته باشد. علت قرارگیری در مسیر راه کاروان‌رو تجاری در گذشته از رونق قابل توجهی برخوردار بوده است. تاریخ دقیق ساخت آن مشخص نیست و لی به نظر می‌رسد که نوع معماری و بقایای وضعیت موجود احتمالاً در دوره قاجار ساخته شده باشد.

### تیمچه حاج شهباز
در ضلع شرقی راسته بازار بزرگ بیجار تیمچه‌ای زیبا قرار دارد که به نام تیمچه حاج شهباز معروف است این اثر معماری دارای یک فضای سرپوشیده مرکزی است که حجره‌هایی در پیرامون آن شکل گرفته است ویژگی معماری این تیمچه نوع قوسها و کاربندیهایی است که در سقف آن مورد استفاده قرار گرفته است و همچنین بقیه نورگیرهای آن در سقف و در ترکیب با کاربندیهای تصویری زیبا را ایجاد نموده که نشانگر تفکر و ذوق بالا و قابل توجه معمار ساختمان است.

### سرای امیرتومان
در ضلع غربی بازار بیجار سرایی قدیمی وجود دارد که در افواه محلی به تیمچه امیر تومان معروف است. به علت مجاورت با پارکی کوچک موقعیت بسیار مناسبی در شهر بیجار دارد این سرا دارای یک حیاط مرکزی است که حجره‌هایی در پیرامون شکل گرفته است پلان آن به شکل هشت و نیم هشت است و در یک طبقه با مصالح خشت و آجر و سنگ ساخته شده است ومحل تجارت مهمی در جنب بازار قدیمی بیجار بوده است این بنا هم احتمالاً در دوره قاجار ساخته شده است.

### چهارباغ گروس
چهارباغ گروس عمارت و باغی در جنوب شهر بیجار، منسوب به دوره صفویان، دارای کوشکی دو طبقه، آب‌نماها و مجسمه‌های مرمرین بود. در مرآت البلدان احداث آن به سال ۱۱۰۴ ه‍.ق نسبت داده شده است. (اعتمادالسلطنه، ج ۴، ص ۱۹۰۴–۱۹۰۵).
این چهارباغ در زمان لطفعلی‌خان حاکم گروس و هم‌زمان با دوره صفویه بنا شده.
دورادور پارک را درختان صنوبر احاطه کرده بود، همچنین درختان میوه.
ساختمان‌ها و بناهای این باغ و محوطه زیبا و معروف متأسفانه به مرور زمان از بین رفت.

## گردشگری
- رودخانه قزل‌اوزن
- چشمه آب تلخ
- چشمه سراب بیجار
- چشمه خاورآباد
- چشمه قمچای
- کوه سپه سالار
- منطقه حفاظت شده و قلعه قمچقای
- منطقه حفاظت شدهٔ صلوات آباد
- مسجد خسروآباد گروس
- قلعه سوخته در پیرتاج
- شهر تاریخی یاسوکند
- طبیعت بکرروستاهای بخش کرانی
- پیست اسکی نسار